# Лангвиден
Лангвиден (њем. Langwieden) општина је у њемачкој савезној држави Рајна-Палатинат. Једно је од 50 општинских средишта округа Кајзерслаутерн. Према процјени из 2010. у општини је живјело 272 становника. Посједује регионалну шифру (AGS) 7335202.

## Географски и демографски подаци
Лангвиден се налази у савезној држави Рајна-Палатинат у округу Кајзерслаутерн. Општина се налази на надморској висини од 403 метра. Површина општине износи 7,0 km². У самом мјесту је, према процјени из 2010. године, живјело 272 становника. Просјечна густина становништва износи 39 становника/km².